# Pseudotolna marshalli
Pseudotolna marshalli är en fjärilsart som beskrevs av George Francis Hampson 1902. Pseudotolna marshalli ingår i släktet Pseudotolna och familjen nattflyn. Inga underarter finns listade.